# The Gujarat Kensville Challenge
The Gujarat Kensville Challenge is een golftoernooi van de Europese Challenge Tour. Het is de eerste keer dat een evenement van de Challenge Tour in India plaatsvindt.
De eerste editie was in 2011 op de Kensville Golf Club in Ahmedabad, waar de baan ontworpen is door Jeev Milkha Singh.
Winnaar was de 22-jarige Gaganjeet Bhullar, ondanks zijn laatste ronde van 75. Aan het begin van de laatste ronde stond hij vier slagen voor op nummer 2 Matthew Baldwin. Hij bleef toch een slag voor op Matt Ford uit Engeland. Net als vorig jaar had Bhullar zijn eerste toernooi van het seizoen gewonnen. 
| Jaar | Winnaar           | Score | Score |
| ---- | ----------------- | ----- | ----- |
| 2011 | Gaganjeet Bhullar | 283   | -5    |

- Website Europese Tour